# Tomigusuku
Tomigusuku (豊見城市 -shi) é uma cidade japonesa localizada na província de Okinawa.
Em 2006, a cidade tinha uma população estimada em 53 499 habitantes e uma densidade populacional de 2 779,16 h/km². Tem uma área total de 19,25 km².
Recebeu o estatuto de cidade a 1 de Abril de 2002.